# Сабо, Ласло
Ла́сло Са́бо (венг. Szabó László; 19 марта 1917, Будапешт — 8 августа 1998, там же) — венгерский шахматист, гроссмейстер (1950).

## Биография

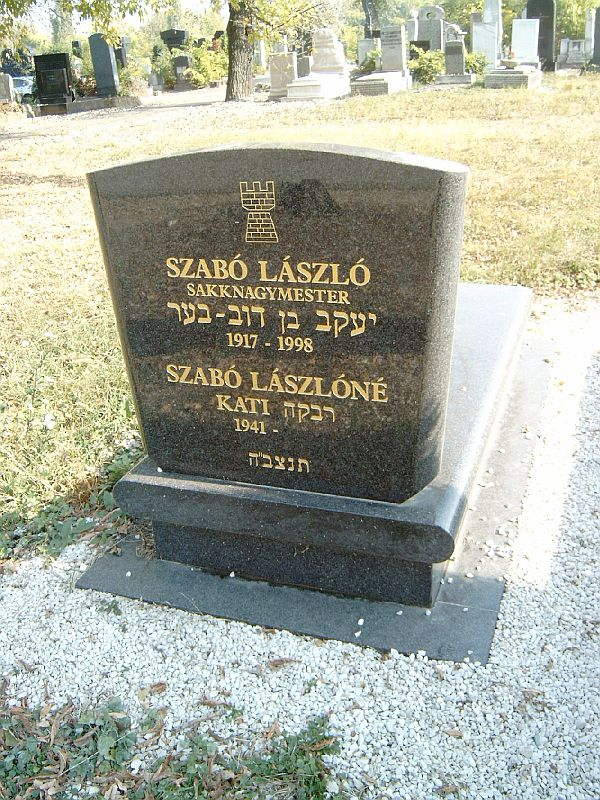

Научился играть в шахматы в 6 лет, с 14 лет выступал в соревнованиях, в 17 стал национальным мастером. Первых больших успехов добился в 18 лет: выиграл первенство Венгрии в Тататовароше и был включён в сборную страны для участия в шахматной олимпиаде. В молодости был банковским служащим, после войны стал шахматным профессионалом.
Во время войны пребывал в Лондоне до 1942 года, когда согласился на возвращение домой, поверив, как и двукратный олимпийский чемпион по фехтованию и театральный критик Аттила Печауэр, гарантиям не преследоваться по признаку своего происхождения. Однако по прибытии в Будапешт был призван на принудительную трудовую службу и отправлен на фронт, где попал в советский плен и остаток войны находился там.
До середины 60-х годов был сильнейшим шахматистом Венгрии (затем на первую позицию выдвинулся Лайош Портиш). Трижды участвовал в турнирах претендентов. 11 раз играл за команду Венгрии на шахматных олимпиадах, в том числе 5 — на первой доске. 9 раз был чемпионом Венгрии, выиграл более 20 международных турниров.
Международный арбитр (1954). Шахматный литератор. Многие годы был редактором журнала «Мадьяр шаккелет».
После смерти Л. Сабо его богатая шахматная библиотека и архив были переданы в дар Кливлендской публичной библиотеке.

## Основные спортивные результаты
| Год     | Турнир                                   | Результат | Место |
| ------- | ---------------------------------------- | --------- | ----- |
| 1935    | Чемпионат Венгрии                        | 13 из 17  | 1     |
| 1937    | Чемпионат Венгрии                        | 9½ из 11  | 1     |
| 1938-39 | Гастингс                                 | 7½ из 9   | 1     |
| 1939    | Амстердам/Хилверсюм                      | 3½ из 5   | 1-3   |
| 1946    | Заандам                                  | 4½ из 5   | 1     |
|         | 2-й чемпионат Венгрии                    | 15 из 17  | 1     |
|         | Гронинген                                | 11½ из 19 | 4-5   |
| 1947    | Зональный турнир (Хилверсюм)             | 7½ из 13  | 5-6   |
|         | Мемориал Шлехтера (Вена)                 | 11½ из 15 | 1     |
|         | Хилверсюм                                | 6½ из 7   | 1     |
| 1947-48 | Гастингс                                 | 7½ из 9   | 1     |
| 1948    | Межзональный турнир                      | 12½ из 19 | 2     |
|         | Будапешт                                 | 12 из 15  | 1     |
| 1949    | Венеция                                  | 11½ из 15 | 1     |
| 1949-50 | Гастингс                                 | 8 из 9    | 1     |
| 1950    | Турнир претендентов                      | 7 из 18   | 8-10  |
|         | 6-й чемпионат Венгрии                    | 15 из 19  | 1     |
| 1951    | Зональный турнир (Марианске-Лазне)       | 12 из 16  | 2     |
| 1952    | Межзональный турнир                      | 12½из 20  | 5-8   |
|         | 8-й чемпионат Венгрии                    | 13 из 17  | 1     |
| 1953    | Турнир претендентов                      | 13 из 28  | 12    |
| 1954    | Зональный турнир (Прага/Марианске-Лазне) | 14½ из 19 | 2     |
|         | 10-й чемпионат Венгрии                   | 13½ из 17 | 1     |
| 1955    | Межзональный турнир                      | 12 из 20  | 5-6   |
| 1956    | Турнир претендентов                      | 9½ из 18  | 3-7   |
| 1957    | Зональный турнир (Вагенинген)            | 13½ из 17 | 1     |
| 1958    | Межзональный турнир                      | 11½ из 20 | 7-11  |
|         | 14-й чемпионат Венгрии                   | 12½ из 17 | 1-3   |
| 1959    | 15-й чемпионат Венгрии                   | 13½ из 18 | 1-3   |
| 1960    | Санта-Фе                                 | 5½ из 7   | 1-2   |
|         | Асунсьон                                 | 10 из 12  | 1-2   |
| 1961    | Зональный турнир (Марианске-Лазне)       | 7 из 15   | 8-9   |
|         | 16-й чемпионат Венгрии                   | 13½ из 17 | 1-2   |
| 1962    | Торремолинос                             | 7½ из 11  | 1-3   |
| 1964    | Зональный турнир (Кечкемет)              | 8½ из 15  | 5-6   |
|         | Париж                                    | 8½ из 9   | 1     |
|         | Загреб                                   | 9½ из 13  | 1     |
| 1965    | Будапешт                                 | 11 из 15  | 1-3   |
| 1966    | Париж                                    | 7½ из 9   | 1-2   |
| 1967    | 23-й чемпионат Венгрии                   | 13½ из 18 | 1     |
| 1972    | Сараево                                  | 11 из 15  | 1     |
| 1973    | Лас-Вегас                                | 7 из 8    | 1-3   |
|         | Хилверсюм                                | 9½ из 14  | 1-2   |
| 1973-74 | Гастингс                                 | 10 из 15  | 1-4   |
| 1974    | Дортмунд                                 | 8½ из 11  | 1-2   |
| 1975    | Коста-Брава                              | 7½ из 11  | 1-4   |
| 1976    | Капфенберг                               | 8½ из 12  | 1     |
| 1979    | Хельсинки                                | 6 из 9    | 1-3   |

## Книги
- 50 év — 100 000 lépés [50 лет — 100 000 ходов]. — Budapest: Sport, 1981. — 520 с., [5] л. ил. — ISBN 963-253-371-2.
- Остання спроба / Йожеф Шольом, Ласло Сабо. — Ужгород : Карпати, 1970 . — 125 с.